# Jusqu'au déclin
Pour plus de détails, voir Fiche technique et Distribution.
Jusqu’au déclin est un thriller québécois réalisé par Patrice Laliberté, sorti en 2020 sur Netflix.
C'est le premier film québécois à être distribué par Netflix, et la deuxième production audiovisuelle québécoise après le spectacle d'humour de Martin Matte fait spécialement pour la plateforme.

## Synopsis
Anticipant un désastre, Antoine (Guillaume Laurin), un père de famille, assiste à une formation survivaliste donnée par Alain (Réal Bossé) dans son repaire autonome. Dans la crainte d’une crise naturelle, économique ou sociale, le groupe s’entraîne à faire face aux différents scénarios apocalyptiques possibles. Mais la catastrophe qu’ils vivront ne sera pas celle qu’ils prévoyaient.

## Fiche technique
Sauf indication contraire, les informations mentionnées dans cette section peuvent être confirmées par la base de données cinématographiques IMDb,  présente dans la section « Liens externes ».
- Titre original: Jusqu'au déclin
- Titre international: The Decline
- Réalisation: Patrice Laliberté
- Scénario: Nicolas Krief, Patrice Laliberté et Charles Dionne
- Musique : Jason Sharp
- Décors : Emmanuel Frechette
- Costumes : Rosalie Clermont
- Photographie : Christophe Dalpé
- Montage : Arthur Tarnowski
- Production : Julie Groleau
- Société de production : Couronne Nord
- Société de distribution : Netflix
- Pays d’origine :  Canada
- Langue originale : français (québécois)
- Format : couleur
- Genre : thriller
- Durée : 83 minutes
- Dates de sortie :
  - Canada : 27 février 2020 (Rendez-vous Québec Cinéma)
  - Monde : 27 mars 2020 (Netflix)

## Distribution
- Guillaume Laurin : Antoine
- Marie-Evelyne Lessard : Rachel
- Réal Bossé : Alain
- Marc-André Grondin : François
- Marilyn Castonguay : Anna
- Marc Beaupré : David
- Guillaume Cyr : Sébastien
- Isabelle Giroux : Hélène
- Juliette Maxyme Proulx : Daphnée

## Production

### Genèse et préproduction
En 2018, le gouvernement canadien signe une entente avec Netflix qui engage ces derniers à investir 500 millions de dollars pour ajouter des productions canadiennes sur leur plateforme au cours des prochaines années. En mai 2018, Netflix vient à Montréal rencontrer des producteurs. Lors de cette rencontre, Couronne Nord propose Jusqu'au déclin, un long métrage thriller écrit par Nicolas Krief, Patrice Laliberté et Charles Dionne et dont Patrice Laliberté est le réalisateur. Le projet est choisi et obtient le feu vert quelques mois plus tard.
Jusqu'au déclin est le premier film québécois produit par Netflix. Le premier film québécois à avoir la mention « Netflix Original ».

### Tournage
Le tournage a lieu pendant l’hiver 2019.
Le 20 novembre 2019, Le Journal de Montréal nous apprend que le doublage anglophone du film sera assuré par les acteurs québécois originaux et que ces derniers ne seront pas obligés de prendre un accent américain.

## Accueil
Le 14 novembre 2019, on apprend que le long métrage sort durant le premier trimestre de 2020. Le 19 février, une vidéo YouTube de Netflix révèle la date de sa sortie le 27 mars 2020 à l'international. En quelques semaines, le film a été visionné plus de 21 million de fois sur Netflix (au 15 mai 2020). Le film trouve sa place dans le top cinq des contenus « non anglais dans sa forme originale » les plus regardés au Canada en 2020.
Le film est bien reçu, obtenant le score de 90/100 sur l’agrégateur de critiques Rotten Tomatoes.